# Kings Factory
Kings Factory est une association visant à promouvoir l'art drag-king, créée en 2019.

## Association

### Histoire
Depuis les années 1990, l'art dragking se développe en France. Les premiers ateliers sont organisés au début des années 2000 par Paul B. Préciado, Louis Deville et Victor Lemaure.
En 2019 émerge un des premiers collectifs, la Kings Factory.  Il réunit des amateurs et passionnés du drag-king.  
En 2023, le collectif devient une association loi 1901 de 9 membres actifs. 

### Activités
La Kings Factory est un collectif politisé qui participe à la création et la diffusion de spectacles par et pour les personnes LGBTQIA+ et à la promotion de cette culture en général.
Le collectif s'organise autour de deux axes. D'une part, il initie lors d'ateliers à l'art drag king un public lesbien, bisexuel, trans, genderfluid et queer. Il leur offre des scènes ouvertes régulières pour s'exercer dans un climat de bienveillance. D'autre part, il aide les artistes à se faire connaître et à se professionnaliser, notamment via une scène mensuelle au bar-associatif La Mutinerie ou au bar Les Souffleurs dans le Marais.
Les événements se multiplient à partir de 2019, à la suite d'une « demande grandissante en diversité ». Les artistes via le collectif jouent dans des lieux plus diversifiés et institutionnels comme des mairies ou des universités.
- « Soirée L'ethnologie va vous surprendre ! Le corps » au musée du Quai Branly à Paris
- Théâtre Clavel dans le 19e arrondissement de Paris[8]
- Dragathon, première version king en 2019[4], rebaptisée le Dragkingathon[6]

### Artistes
- Jésus La Vidange (fondateur)
- Hayden La Vidange[1] (fondateur)
- Thomas Occhio[4] (organisateur)
- Samaël La Vidange
- Juda La Vidange
- Ryder Gently
- Cinnabun Rolls
- Cybrid des Fluides